# Haenam
Haenam (coreeană: 해남군) este un oraș din Coreea de Sud.

## Personalități născute aici
- Park Kyoung-doo (n. 1894), scrimer.